# Ballet à l'Opéra de Paris
Ballet à l'Opéra de Paris est un tableau peint par Edgar Degas en 1877. Il mesure 352 × 706 mm pour la plaque du monotype et 359 × 719 mm pour la feuille en papier vergé crème. Il est conservé à l'Art Institute de Chicago aux États-Unis.